# Christian Schatz
Christian Schatz (* 7. Oktober 1975 in Wolfsberg, Kärnten) ist ein österreichischer Naturbahnrodler. Er startet im Weltcup zusammen mit Gerhard Mühlbacher im Doppelsitzer und gewann mit ihm bisher fünf Weltcuprennen und zweimal den Gesamtweltcup. Bei der Weltmeisterschaft 2007 wurden sie Weltmeister im Mannschaftswettbewerb und Dritte im Doppelsitzer; 2011 wurden sie Zweite im Mannschaftswettbewerb. Bei Europameisterschaften gewannen sie bisher zwei Silber- und zwei Bronzemedaillen.

## Karriere
Schatz begann 1983 mit dem Rodelsport, nimmt seit 1984 an Wettkämpfen teil und gehört seit 2000 der Österreichischen Nationalmannschaft an. 1995 startete er bei der Junioreneuropameisterschaft in Saint-Marcel/Fénis und erzielte den 21. Platz im Einsitzer sowie mit Christian Rumpf den sechsten Platz im Doppelsitzer. Zwei Jahre danach nahm er an der Europameisterschaft 1997 in Moos in Passeier teil, wo er gemeinsam mit Stefan Karner Neunter im Doppelsitzer wurde. Erst fünf Jahre später nahm er das nächste Mal an einem internationalen Großereignis teil. Bei der Europameisterschaft 2002 in Frantschach-Sankt Gertraud, wo Schatz dem örtlichen Sportverein angehört, erzielte er Platz 13 im Einsitzer. Lediglich auf Rang 21 im Einsitzer kam er bei der Europameisterschaft 2004 in Hüttau.
Fortan startete Schatz auf internationaler Ebene nur noch im Doppelsitzer. Am Ende der Saison 2004/2005 bestritt er mit Gerhard Mühlbacher, der zuvor mit Harald Kleinhofer im Doppelsitzer aktiv war und schon mehrere Podestplätze im Weltcup erreicht hatte, das erste Weltcuprennen. Sie wurden Fünfte. Der große Durchbruch gelang ihnen bereits im nächsten Winter. Im zweiten Saisonrennen in Kindberg feierten sie ihren ersten Sieg und nach einem dritten und zwei zweiten Plätzen gewannen sie auch das Saisonfinale in Oberperfuss, womit sie mit 15 Punkten Vorsprung auf die Russen Pawel Porschnew und Iwan Lasarew Gesamtweltcupsieger wurden. Die Europameisterschaft 2006 in Umhausen gewannen allerdings Porschnew/Lasarew, Schatz/Mühlbacher wurden mit 1,46 Sekunden Rückstand Zweite.
In der Saison 2006/2007 erreichten Schatz und Mühlbacher in den ersten drei Weltcuprennen zwei dritte Plätze. Die weiteren drei Rennen in Umhausen und Moos in Passeier gewannen sie und sicherten sich damit zum zweiten Mal vor Porschnew und Lasarew den Sieg im Doppelsitzer-Gesamtweltcup, diesmal mit einem Vorsprung von 30 Punkten. Bei der Weltmeisterschaft 2007 in Grande Prairie gewannen sie hinter Porschnew/Lasarew und einem weiteren russischen Doppelsitzerpaar, Alexander Jegorow und Pjotr Popow, die Bronzemedaille. Am Tag davor wurden sie gemeinsam mit Melanie Batkowski und Gernot Schwab Weltmeister im Mannschaftswettbewerb.
Die Weltcupsaison 2007/2008 begannen Schatz/Mühlbacher mit drei dritten Plätzen, kamen danach aber nicht mehr auf das Podest und fielen im Gesamtklassement auf Rang vier zurück. Bei der Europameisterschaft 2008 in Olang verpassten sie als Vierte die Medaillenränge relativ deutlich mit einem Rückstand von 1,89 Sekunden auf die Drittplatzierten Jegorow/Popow. Mit einem dritten Platz in Unterammergau als bestes Weltcupergebnis belegten Schatz/Mühlbacher in der Saison 2008/2009 den sechsten Gesamtrang. Im folgenden Winter konnten sie sich mit einem siebenten, vier fünften und einem dritten Platz beim Weltcupfinale in Garmisch-Partenkirchen im Gesamtweltcup um einen Platz auf Rang fünf verbessern. Bei der Weltmeisterschaft 2009 in Moos in Passeier wurden sie Siebente im Doppelsitzer und Fünfte mit der Mannschaft. Bei der Europameisterschaft 2010 in St. Sebastian gewannen sie mit Marlies Wagner und Gerald Kammerlander die Bronzemedaille im Mannschaftswettbewerb und wurden Achte im Doppelsitzer.
Die Saison 2010/2011 begannen Schatz/Mühlbacher mit einem dritten Platz in Nowouralsk, dem weitere drei Top-5-Ergebnisse folgten, ehe sie in den letzten beiden Rennen in Unterammergau und Olang als Zweite wieder auf dem Podest standen, womit sie den dritten Gesamtrang erreichten. Bei der Weltmeisterschaft 2011 in Umhausen verfehlten Schatz/Mühlbacher als Vierte nur knapp eine Medaille im Doppelsitzer. Sie waren lediglich vier Hundertstelsekunden langsamer als die drittplatzierten Andrzej Laszczak und Damian Waniczek. Im Mannschaftswettbewerb gewann das Duo zusammen mit den Einsitzern Melanie Batkowski und Gerald Kammerlander die Silbermedaille. In der Saison 2011/2012 erreichten Schatz/Mühlbacher mit vier dritten Plätzen sowie einem vierten und einem siebten Platz erneut den dritten Gesamtrang im Doppelsitzer-Weltcup. Dritte wurden sie auch bei der Europameisterschaft 2012 in Nowouralsk, wo sie außerdem mit Tina Unterberger und Thomas Schopf die Silbermedaille im Mannschaftswettbewerb gewannen.

## Erfolge
(wenn nicht anders angegeben, Doppelsitzer mit Gerhard Mühlbacher)

### Weltmeisterschaften
- Grande Prairie 2007: 3. Doppelsitzer, 1. Mannschaft
- Moos in Passeier 2009: 7. Doppelsitzer, 5. Mannschaft
- Umhausen 2011: 4. Doppelsitzer, 2. Mannschaft

### Europameisterschaften
- Moos in Passeier 1997: 9. Doppelsitzer (mit Stefan Karner)
- Frantschach 2002: 13. Einsitzer
- Hüttau 2004: 21. Einsitzer
- Umhausen 2006: 2. Doppelsitzer
- Olang 2008: 4. Doppelsitzer
- St. Sebastian 2010: 8. Doppelsitzer, 3. Mannschaft
- Nowouralsk 2012: 3. Doppelsitzer, 2. Mannschaft

### Junioreneuropameisterschaften
- Saint-Marcel/Fénis 1995: 6. Doppelsitzer (mit Christian Rumpf), 21. Einsitzer

### Weltcup
- 2× Gesamtweltcupsieg im Doppelsitzer in den Saisonen 2005/2006 und 2006/2007
- 2× 3. Rang im Doppelsitzer-Gesamtweltcup in den Saisonen 2010/2011 und Naturbahnrodel-Weltcup 2011/2012
- 22 Podestplätze, davon 5 Siege:

| Datum            | Ort              | Land       | Disziplin    |
| ---------------- | ---------------- | ---------- | ------------ |
| 15. Jänner 2006  | Kindberg         | Österreich | Doppelsitzer |
| 11. März 2006    | Oberperfuss      | Österreich | Doppelsitzer |
| 4. Februar 2007  | Umhausen         | Österreich | Doppelsitzer |
| 9. Februar 2007  | Moos in Passeier | Italien    | Doppelsitzer |
| 11. Februar 2007 | Moos in Passeier | Italien    | Doppelsitzer |